# Chagulak Island
Chagulak ist eine Insel der Islands of Four Mountains und liegt in den zentralen Aleuten zwischen Yunaska Island und Amukta Island. Auf ihr liegt der gleichnamige Schildvulkan.
Die etwa vier Kilometer lange und 1142 Meter hohe Vulkan-Insel wurde erstmals von Gawriil Andrejewitsch Sarytschew als Ostrov Chugul beschrieben. Um Verwechslungen mit dem gleichnamigen Chugul Island zu vermeiden, wurde die Insel 1931 von der United States Geological Survey in Chagulak  Island umbenannt.
Ein Großteil des Vulkangebäudes liegt unter Wasser und Chagulak überlappt sich an seinem Fuß submarin mit dem sieben Kilometer entfernten Nachbarvulkan, dem Mount Amukta.